# Gines
Gines é um município da Espanha, na província de Sevilha, comunidade autónoma da Andaluzia. Tem 2,90 km² de área e em 2021 tinha 13 529 habitantes (densidade: 4 665,2 hab./km²). Pertence à Comarca Metropolitana de Sevilla, e limita com os municípios de Castilleja de la Cuesta, Espartinas, Valencina de la Concepción e Bormujos.